# فيكتور زامبرانو
فيكتور زامبرانو (بالإسبانية: Víctor Zambrano)‏ هو لاعب كرة قاعدة فنزويلي، ولد في 6 أغسطس 1975 في لوس تيكيس في فنزويلا.

## وصلات خارجية
- فيكتور زامبرانو على موقع دوري كرة القاعدة الرئيسي (الإنجليزية)
- فيكتور زامبرانو على موقعبيزبول رفرنس.كوم (الدوري الرئيسي) (الإنجليزية)
- فيكتور زامبرانو على موقعبيزبول رفرنس.كوم (الدوري الثانوي) (الإنجليزية)
- فيكتور زامبرانو على موقع إي إس بي إن.كوم (أم.أل.بي) (الإنجليزية)
- فيكتور زامبرانو على موقع مشجعي الرسوم البيانية (الإنجليزية)